# Municipio de Praxedis G. Guerrero
Praxedis G. Guerrero es un municipio situado en el estado mexicano de Chihuahua. Según el censo de 2020, tiene una población de 5111 habitantes. Está situado en el norte del estado, en la frontera con Estados Unidos. Su cabecera es Praxedis G. Guerrero.

## Geografía
La localidad está ubicada al norte de la estado, en la región del desierto, y todo su territorio se extiende en el llamado Valle de Juárez. Sus coordenadas geográficas extremas son 31° 24' de latitud norte y 105° 48' - 106° 03' de longitud oeste. Su altitud va de los 1000 a los 1800 metros sobre el nivel del mar. Limita totalmente con el municipio de Guadalupe a excepción de su límite con el río Bravo, que forma la frontera internacional con el estado de Texas, en los Estados Unidos.

### Orografía e hidrografía
El territorio es totalmente plano a excepción de la pequeña Sierra de San Ignacio y pertenece a la vertiente hidrológica del Río Bravo, que es la principal corriente de su territorio.

### Clima y ecosistemas
El clima es árido extremoso, con temperaturas muy altas en verano y muy bajas en invierno. Las temperaturas extremas que se registran son de 43 °C y -10 °C y tiene precipitaciones pluviales muy bajas.
Su flora es de las plantas típicas del desierto y la fauna típica la forman especies como el puma o el coyote.

## Demografía
Praxedis G. Guerrero tiene una población muy baja y con casi nulo incremento. De hecho el municipio expulsa a mucha de su población, sobre todo en edad de estudiar, hacia la cercana Ciudad Juárez, debido a la gran actividad económica que tiene lugar ahí.
Según el Censo de Población y Vivienda de 2020 realizado por el Instituto Nacional de Estadística y Geografía, la población del municipio de Praxedis G. Guerrero es de 5111 habitantes, de los cuales 2599 son hombres y 2512 son mujeres.
| Evolución demográfica del municipio de Praxedis G. Guerrero |      |      |      |      |      |      |  |
| 1980                                                        | 1990 | 1995 | 2000 | 2005 | 2010 | 2020 |  |
| 7777                                                        | 8442 | 8986 | 9496 | 8514 | 4799 | 5111 |  |

### Localidades
En el censo de 2020 el municipio de Praxedis G. Guerrero contaba con 39 localidades.
| Código INEGI      | Localidad            | Población (2020) |
| ----------------- | -------------------- | ---------------- |
| 080530001         | Praxedis G. Guerrero | 2 181            |
| 080530006         | El Porvenir          | 1 662            |
| Otras localidades | Otras localidades    | 1 268            |
| Total municipal   | Total municipal      | 5 111            |

## Violencia
Comenzando en el sexenio del Presidente de México Felipe de Jesús Calderón Hinojosa se inició una operación en el estado de Chihuahua denominada "Operación Conjunto Chihuahua", igual a la que impulsó el gobierno calderonista para combatir la delincuencia organizada relacionada principalmente a los carteles de droga.

## Política

### División administrativa
De acuerdo al Código Municipal, el municipio tiene solo una sección municipal, que es El Porvenir.

### Representación legislativa
Local:
- Distrito electoral local 11 de Chihuahua con cabecera en Meoqui.

Federal:
- Distrito electoral federal 2 de Chihuahua con cabecera en Ciudad Juárez.[9]

### Presidentes municipales
(1941 - 1942): Manuel Miranda Holguin
- (1962 - 1965): Manuel Ramírez Vallez
- (1977 - 1980): Fidel Vega Hernández
- (1998 - 2001): Diego Javier Cedillos Aguirre
- (2001 - 2004): Rafael Carreón González
- (2004 - 2007): Juvenal Rodela Campos
- (2007 - 2010): Manuel Fernández Herrera
- (2010 - 2013): José Luis Guerrero de la Peña
- (2013 - 2016): Rodrigo Acosta Hernández
- (2021 - 2024): Selestino Estrada Villanueva